# Forever to me 〜終わりなき悲しみ〜
「Forever to me 〜終わりなき悲しみ〜」（フォーエヴァー・トゥ・ミー おわりなきかなしみ）は、2002年4月24日に発売されたthe brilliant greenの12枚目のシングル。発売元は、デフスターレコーズ。

## 解説
ボーカル川瀬のソロプロジェクト、「Tommy february⁶」の活動のためバンドとしての活動をしばらくの間休止していたが、2002年3月31日に本人自らソロプロジェクトの活動を封印したため、翌4月1日にバンドに復帰し、リリースされた。なお、前作「angel song -イヴの鐘-」以来1年4ヶ月ぶりのシングルである。

## 収録曲
1. Forever to me ～終わりなき悲しみ～
（作詞:川瀬智子 作曲:奥田俊作 編曲:the brilliant green）
  - テレビ朝日系列ドラマ『眠れぬ夜を抱いて』主題歌
2. I'm a player in T.V games
（作詞:川瀬智子 作曲:松井亮 編曲:the brilliant green）
3. alone alone
（作詞:川瀬智子 作曲:奥田俊作 編曲:the brilliant green）

## 収録アルバム
- THE WINTER ALBUM (#1、アルバムバージョン)
- complete single collection '97-'08 (#1)